# Кім Йон Мін
Кім Йон Мін (нар. 8 грудня 1988) — південнокорейський борець греко-римського стилю, чемпіон та бронзовий призер чемпіонатів Азії, срібний призер Азійських ігор, срібний призер Кубків світу.

## Життєпис
Боротьбою почав займатися з року. У 2007 році завоював срібну медаль чемпіонату Азії серед юніорів. Наступного року на цих же змаганнях став бронзовим призером.
Виступав за борцівський клуб із Сеула. Тренер — Пак Чі Хо.

## Спортивні результати на міжнародних змаганнях

### Виступи на Чемпіонатах світу
| Змагання                        | Збірна         | Вагова категорія                  | Місце |
| ------------------------------- | -------------- | --------------------------------- | ----- |
| Чемпіонат світу з боротьби 2015 | Південна Корея | греко-римська боротьба, до 130 кг | 10    |

### Виступи на Чемпіонатах Азії
| Змагання                       | Збірна         | Вагова категорія                  | Місце  |
| ------------------------------ | -------------- | --------------------------------- | ------ |
| Чемпіонат Азії з боротьби 2012 | Південна Корея | греко-римська боротьба, до 120 кг | Золото |
| Чемпіонат Азії з боротьби 2014 | Південна Корея | греко-римська боротьба, до 130 кг | Бронза |
| Чемпіонат Азії з боротьби 2015 | Південна Корея | греко-римська боротьба, до 130 кг | 12     |

### Виступи на Азійських іграх
| Змагання           | Збірна         | Вагова категорія                  | Місце  |
| ------------------ | -------------- | --------------------------------- | ------ |
| Азійські ігри 2014 | Південна Корея | греко-римська боротьба, до 130 кг | Срібло |

### Виступи на Кубках світу
| Змагання                    | Збірна         | Вагова категорія                  | Місце  |
| --------------------------- | -------------- | --------------------------------- | ------ |
| Кубок світу з боротьби 2012 | Південна Корея | греко-римська боротьба, до 120 кг | Срібло |
| Кубок світу з боротьби 2013 | Південна Корея | греко-римська боротьба, до 120 кг | 11     |
| Кубок світу з боротьби 2014 | Південна Корея | греко-римська боротьба, до 130 кг | 6      |

### Виступи на інших змаганнях
| Змагання                                                         | Збірна         | Вагова категорія                  | Місце  |
| ---------------------------------------------------------------- | -------------- | --------------------------------- | ------ |
| Олімпійський кваліфікаційний турнір з боротьби 2012 (Астана)     | Південна Корея | греко-римська боротьба, до 120 кг | Бронза |
| Турнір «Олімпія» 2014                                            | Південна Корея | греко-римська боротьба, до 130 кг | Золото |
| Гран-прі Іспанії з боротьби 2015                                 | Південна Корея | греко-римська боротьба, до 130 кг | Срібло |
| Меморіал Іона Корнеану 2015                                      | Південна Корея | греко-римська боротьба, до 130 кг | Срібло |
| Олімпійський кваліфікаційний турнір з боротьби 2016 (Астана)     | Південна Корея | греко-римська боротьба, до 130 кг | 8      |
| Олімпійський кваліфікаційний турнір з боротьби 2016 (Улан-Батор) | Південна Корея | греко-римська боротьба, до 130 кг | 15     |
| Олімпійський кваліфікаційний турнір з боротьби 2016 (Стамбул)    | Південна Корея | греко-римська боротьба, до 130 кг | 17     |
| Турнір міста Сассарі з боротьби 2019                             | Південна Корея | греко-римська боротьба, до 130 кг | Бронза |

### Виступи на змаганнях молодших вікових груп
| Змагання                                     | Збірна         | Вагова категорія                  | Місце  |
| -------------------------------------------- | -------------- | --------------------------------- | ------ |
| Чемпіонат Азії з боротьби серед юніорів 2007 | Південна Корея | греко-римська боротьба, до 120 кг | Срібло |
| Чемпіонат Азії з боротьби серед юніорів 2008 | Південна Корея | греко-римська боротьба, до 120 кг | Бронза |